# Grupo Noticias
El Grupo Noticias, también conocido por su nombre en euskera, Noticias Taldea, es un conglomerado de medios de comunicación radicados en las regiones españolas del País Vasco y Navarra. Son suyos los periódicos Diario de Noticias, Deia, Noticias de Gipuzkoa y Diario de Noticias de Álava, así como las cadenas de radio Onda Vasca y Herri Irratia. Además, tiene un 20 % de las acciones de Hamaika Telebista.

## Historia
Nacido como Compañía Multimedia del Norte Televisión, SL, en 2006, pasó a llamarse Grupo Noticias y más adelante a utilizar también la denominación en euskera, Noticias Taldea. Editaba desde un principio el Diario de Noticias en Pamplona. El Diario de Noticias de Álava vio la luz por primera vez en 2004, editado por Izoria, empresa que formaba parte del conglomerado del Grupo Noticias. Un año después, lanzó Noticias de Gipuzkoa, y en 2006 se hizo con Deia, que pasó a llevar la coletilla de Noticias de Bizkaia, en línea con el resto de cabeceras del grupo. En ese momento, el presidente del grupo era Iñaki Alzaga Etxeita. En 2014, el grupo llevaría a cabo un rediseño de todos sus medios para dotarlos de una misma apariencia.
Ha recibido críticas a lo largo de su historia al acusársele de usar sus diferentes medios para publicar informaciones sesgadas a favor de las tesis del Partido Nacionalista Vasco y también por colocar a figuras cercanas al partido nacionalista en puestos de dirección de estos medios. En 2014, el partido UPyD denunció varios contratos del grupo con el Gobierno Vasco para publicar en las páginas de sus cabeceras informaciones pagadas que no iban distinguidas del resto de la información. Era el propio Grupo Noticias el que proponía un precio por las diferentes informaciones y entrevistas y el Ejecutivo el que daba el visto bueno. El conglomerado se habría embolsado presuntamente hasta 200 000 euros públicos por estas noticias pagadas.
Desde 2019, todavía con Iñaki Alzaga en la dirección, el Grupo Noticias sostiene una alianza con Prensa Ibérica, editora de periódicos como Faro de Vigo, Levante-EMV, El Periódico de Catalunya y La Nueva España, entre otros. Juan José Baños Loinaz es el director general del grupo desde 2017.